# Shi Pingmei
Shi Pingmei (xinès simplificat: 石评梅, pinyin: Shí Píngméi; Xiaohe, 1902 - Pequín, 1928) fou una escriptora, poeta, dramaturga i activista xinesa.

## Biografia
Shi Pingmei va néixer a Xiaohe, districte de Pingding, província de Shanxi (Xina) el 20 de setembre de 1920, en els darrers anys de la dinastia Qing. El seu pare era un bibliotecari que havia aprovat els exàmens imperials i havia treballat a la Universitat i al Museu Provincial de Shanxi. Des dels tres o quatre anys, el seu pare li va ensenyar a llegir i escriure i es diu que a aquesta edat ja va poder recitar el Clàssic dels tres personatges o San Zi Jing (三字经).
Poc després de la Revolució del 1911, la família va anar a Taiyuan, capital de la província de Shanxi. Shi va ingressar a l'escola primària i després a l'Escola Normal de Noies de Taiyuan (fundada per l'escriptora Lü Bicheng). El 1920, es va matricular a la l’Escola Normal Superior de Dones de Pequín (北京 高等 女子 师范) que acabava d’obrir, on va coincidir amb futures escriptores i activistes com Feng Yuanjun (冯沅君) i Su Xuelin (苏雪林), i Lu Yin.
Shi no va poder matricular-se al departament de literatura, que aquell any no va acceptar cap estudiant i es va graduar en educació física, una disciplina molt apreciada pels educadors de l'època que pensaven que la dona xinesa moderna havia de ser tan forta físicament com intel·lectualment.
Als divuit anys, l'any 1920, Shi Pingmei no només tenia un coneixement exhaustiu dels grans textos clàssics, sinó que també es va veure influenciada per les idees del Moviment del Quatre de Maig i del Moviment per la Nova Cultura.
Shi va participar activament en cercles i debats polítics, sota la influència de Li Dazhao (李大钊), un dels impulsors del moviment del quatre de maig i un dels pares fundadors del Partit Comunista Xinès que va ensenyar a l'època a l'Escola Normal de Dones, i en particular la història del moviment pels drets de les dones.

### Carrera literària
Shi va escriure poesia,novel·la, sobre viatges i textos autobiogràfics, però també sobre els drets de les dones i la reforma social.
Els seus poemes van aparèixer a les principals revistes literàries de l'època. Forma part de la primera generació de poetes xinesos a escriure poemes en baihua i en vers lliure. El primer es va publicar el desembre de 1921 en una revista literària llançada per l'Associació d'Estudiants de la Universitat de Shanxi: 新共和 (La Nova República). El poema es titula 夜行 (Viatge a la nit); que expressa el seu desig d'un futur brillant, al final de la nit.
L'abril de 1922, va publicar una obra de teatre al suplement literari del 晨报副刊. (Chenbao o Morning Post), amb el títol de "La culpa de qui? (这是谁的罪?); l'obra explica la història d'un tràgic amor entre dos estudiants que han tornat de l'estranger, el jove es troba enfrontat al seu retorn a un matrimoni concertat en la seva absència. Shi Pingmei expressa les seves idees sobre el matrimoni i l'emancipació de la dona.
El primer conte el va publicar el 1923, amb el títol de 病 (Malaltia). En aquesta època Shi ja era va considerarada com una de les personalitats més influents del món literari de Pequín. El novembre de 1924, va esdevenir editora del Suplement Setmanal de Dones (妇女周刊) del Jingbao o Capital Daily (京报), que va rebre el suport de Lu Xun, i en el qual més tard va publicar articles, especialment en suport de les seves idees revolucionàries.
El març de 1926, va escriure un article fulminant quan dues estudiants de l'Escola Normal per a Noies -Liu Dezhen (刘和珍) i Yang Dequn (杨德群) - van morir una i l'altra greument ferida pels soldats que van obrir foc contra el multitud durant una manifestació davant de la residència del senyor de la guerra Duan Qirui.
El 1926, amb la seva amiga Lu Jingqing (陆晶清), va fundar el setmanari "The Wild Rose" (蔷薇周刊), un suplement literari d'un popular diari de Pequín, el Daily of the World (世界日报).
Va morir d'encefalitis, el 30 de setembre de 1928 a Pequín.